# Rekord (informatyka)
Rekord (z ang. zapis, wpis do rejestru, dziennika) to zestaw danych, zazwyczaj posiadający ustaloną wewnętrzną strukturę, stanowiący pewną całość, ale mogący być częścią większego zbioru podobnych rekordów. Termin ten odnosi się do kilku różnych konkretnych zastosowań:
- w programowaniu rekord to obiekt (wartość, zmienna) posiadający pewną wewnętrzną niejednorodną strukturę,
- w bazach danych rekord to pojedynczy wpis do bazy,
- niektóre przestrzenie na nośnikach danych również nazywane są rekordami, np. zerowy sektor dysku: master boot record.

## Typ danych
Rekord lub struktura to struktura danych składająca się z danych różnych typów powiązanych w całość.

## Bazy danych
Rekord w bazie danych jest konstrukcją analogiczną do rekordu w języku programowania. Posiada strukturę wewnętrzną – podział na pola o określonym typie. Rekordem może być wiersz pliku tekstowego, a pola mogą być określone poprzez pozycję w wierszu lub oddzielane separatorami. W relacyjnych bazach danych rekord to jeden wiersz w tabeli, czyli jedna kratka w relacji. Podczas przetwarzania wyników zapytań do bazy danych, które mogą zawierać połączone dane z kilku tabel, pojedynczy wiersz również jest nazywany rekordem. W niektórych językach (np. Pascal) można definiować interfejsy do operowania na plikach na poziomie rekordów; wtedy cały plik jest traktowany jak zbiór rekordów, a czytanie i pisanie realizowane jest całymi rekordami.